# Otepää Spordiklubi
Otepää Spordiklubi – estoński klub sportowy z Otepää.
Klub został zarejestrowany 14 kwietnia 1999 roku. Prowadzi sekcję narciarską, w ramach której szkoleni są skoczkowie narciarscy i dwuboiści oraz sekcję biegu na orientację.
Trenerami klubowymi biegaczy na orientację są Pille Illak i Arvo Saal, a skoczków i kombinatorów – Silver Eljand.
Reprezentacja klubu Otepää Spordiklubi regularnie startuje w mistrzostwach Estonii w skokach narciarskich. W zimowych edycjach tych mistrzostw, w zawodach drużynowych klub zdobył siedem tytułów mistrzowskich, jeden tytuł wicemistrzowski i trzy brązowe medale. W edycjach letnich skoczkowie Otepää SK sześciokrotnie zdobyli tytuł drużynowego mistrza Estonii, raz wywalczyli srebrny medal i cztery razy medal brązowy. Ponadto, zawodnicy startujący w barwach klubu wielokrotnie stawali na podium konkursów indywidualnych.
Jednym z reprezentantów klubu był Jaan Jüris – reprezentant kraju w zawodach międzynarodowych, dwukrotny uczestnik zimowych igrzysk olimpijskich, kilkukrotny zdobywca punktów do klasyfikacji Pucharu Świata. Do klubu należał także Tambet Pikkor – skoczek i kombinator norweski, uczestnik igrzysk olimpijskich, a później trener reprezentacji Estonii w skokach narciarskich.
Pod opieką klubu są skocznie narciarskie w Otepää – Tehvandi (K-90 i K-70) i Apteekrimägi (K-40, K-25, K-18 i K-10)